# Messerschmitt M31
Die Messerschmitt M31 war ein Anfang der 1930er Jahre entwickeltes deutsches Sport- und Schulflugzeug der Bayerischen Flugzeugwerke AG in Augsburg.

## Geschichte
Die M31 wurde 1931 unter der Leitung von Willy Messerschmitt als Nachfolger der entwickelten Sportflugzeug-Typen M23 und M27 entworfen, um in der Zeit der Weltwirtschaftskrise ein auf niedrige Anschaffungs- und Betriebskosten ausgelegtes Muster zu schaffen. Aus diesem Grund wurde das Flugzeug auch mit einem schwächeren und somit billigeren Antrieb als ihre Vorgänger ausgestattet. Es wurde ein Exemplar mit der Werknummer 607 aufgelegt, das einen BMW-Sternmotor erhielt, der mit einem linksdrehenden Untersetzungsgetriebe und einer NACA-Haube ausgestattet wurde. Im Sommer 1932 war der Bau des Prototyps abgeschlossen und Anfang August absolvierte Erwin Aichele mit der M31 den Erstflug. Die folgende, über mehrere Monate andauernde Flugerprobung bestätigte die errechneten Leistungen und Flugeigenschaften, eine Registrierung erfolgte indes nicht. Um das Interesse potenzieller Käufer zu wecken, wurde das Flugzeug stattdessen nachfolgend auf der vom 1. bis zum 10. Oktober 1932 in Berlin stattfindenden Deutschen Luftsport-Ausstellung (DELA) präsentiert, allerdings ohne Erfolg. Die M31 erhielt deshalb im Frühjahr 1933 einen etwas stärkeren HM-60-Reihenmotor von Hirth und wurde als D–2623 zugelassen. Als sich aber nach mehreren Monaten noch immer kein Käufer für die einzige gebaute M31 gefunden hatte, wurde sie schließlich 1934 vom Reichsluftfahrtministerium (RLM) übernommen.

## Konstruktion
Die M31 war ein freitragender Tiefdecker in Gemischtbauweise mit einem im Dreiecksverband geschweißten Rumpfgerüst aus Chrom-Molybdän-Stahlrohren, trapezförmigem Querschnitt und gewölbter Rückenpartie. Die beiden hintereinander liegenden, offenen Besatzungskabinen waren für Schulungsaufgaben mit einer Doppelsteuerung ausgestattet, wobei der vorn sitzende Fluglehrer die Steuerung des hinter ihm befindlichen Schülers durch das Drehen seines Steuerknüppelgriffs außer Betrieb nehmen konnte. Hinter den Besatzungsräumen war noch ein kleiner Stauraum für Gepäck untergebracht. Die Tragflächen besaßen einen trapezförmigen Umriss und bestanden aus einem Holzgerüste mit je einem Haupt- und Hilfsholm. Die Flächenvorderkante war torsionssteif ausgeführt, die Verkleidung der Fläche bestand bis zum Hilfsholm aus Sperrholzbeplankung und dahinter aus Stoffbespannung. Das Leitwerk war in Normalbauweise ausgeführt und umfasste die aus Stahlrohr bestehende Seitenflosse mit dem stoffbespannten, hölzernen Seitenruder sowie das dem hölzernen Höhenleitwerk, bestehend aus der im Flug verstellbaren, abgestrebten Höhenflosse mit Sperrholzverkleidung und dem Höhenruder mit Stoffbespannung.
Die M31 besaß ein starres Hauptradfahrwerk mit geteilter Achse und Niederdruckreifen, die auch als Federung dienten. Am Heck war ein drehbarer Schleifsporn angebracht.

## Technische Daten

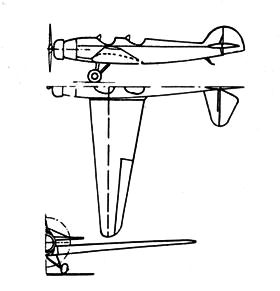
Dreiseitenansicht mit BMW Xa

| Kenngröße                        | Daten                                                           |
| -------------------------------- | --------------------------------------------------------------- |
| Besatzung                        | 1–2                                                             |
| Spannweite                       | 12,00 m                                                         |
| Länge                            | 7,85 m                                                          |
| Höhe                             | 2,20 m                                                          |
| Flügelfläche                     | 17,24 m²                                                        |
| Flügelstreckung                  | 8,4                                                             |
| Flächenbelastung                 | 37,7 kg/m²                                                      |
| Rüstmasse                        | 350 kg                                                          |
| Zuladung                         | 300 kg                                                          |
| Startmasse                       | 650 kg                                                          |
| Antrieb 1                        | ein luftgekühlter Fünfzylinder-Viertakt-Sternmotor BMW Xa       |
| Startleistung                    | 68 PS (50 kW) bei 2300/min                                      |
| Antrieb 2                        | ein luftgekühlter Vierzylinder-Viertakt-Reihenmotor Hirth HM 60 |
| Startleistung max. Dauerleistung | 70 PS (51 kW) bei 2150/min 65 PS (48 kW) bei 2000/min           |
| Höchstgeschwindigkeit            | 175 km/h                                                        |
| Reisegeschwindigkeit             | 150 km/h                                                        |
| Steigzeit                        | 5,8 min auf 1000 m Höhe 27 min auf 3000 m Höhe                  |
| Dienstgipfelhöhe                 | 3800 m                                                          |
| Reichweite                       | 700 km                                                          |